# الصم في بنين
في بنين، يؤثر الصم على 12500 شخص من إجمالي عدد السكان البالغ 10 ملايين نسمة. منذ أواخر القرن العشرين، كان هناك ظهور متزايد للموارد والاعتراف والدعم للصم في بنين. يستخدم مجتمع الصم لغة الإشارة الأمريكية (ASL)، ولغة الإشارة الأفريقية الفرنكوفونية (LSAF)، ولغة الإشارة البنينية (لغة الإشارة البنينية). ويظل نوع العلامة وعدد الأشخاص الذين يستخدمون كل منها غير موثقين. ومع ذلك، في عام 1994، تم نشر أحد قواميس LSAF الأولى في بنين.

## وجهات النظر الثقافية وحقوق الصم واتفاقية حقوق الأشخاص ذوي الإعاقة
في بنين، هناك اعتقاد خاطئ شائع بأن الصم هو نقمة أو مصيبة حلت على عائلات الأطفال الصم. يعتقد بعض أهل بنين أن الصم وراثي، ويُمنع العديد من الصم من الزواج من أشخاص صم آخرين. كشفت مقابلة أجرتها أناييس بريفوت مع بول أغبوييدو، رئيس مدرسة الصم في لوهو، وريموند سيكبون، مدير مدرسة الصم في لوهو ورئيس منظمة ASUNOES-بنين غير الحكومية، أن وجهات النظر البنينية بشأن الصم لا تزال سلبية في الغالب. يُنظر إلى الصم على أنه لعنة حلت على العائلة بسبب غضبها من أحد الآلهة. وينظر إلى الأشخاص الصم أيضًا على أنهم أقل شأناً وأقل قدرة من الأشخاص الذين يسمعون. وفقًا لبول أغبوييدو، اعتاد الناس مضغ ورقة لشخص أصم للتلميح إلى أنهم مثل الأغنام التي كل ما يفعلونه هو الرعي. لم يعد هذا الأمر شائعًا بعد إنشاء المدرسة في لوهو وزيادة الوعي المجتمعي بشأن الصم.
اعتبارًا من عام 1988، أصبحت بنين عضوًا في الاتحاد العالمي للصم (WFD). وفقًا للتحالف الدولي للإعاقة، صادقت بنين على اتفاقية حقوق الأشخاص ذوي الإعاقة وبروتوكولها الاختياري في 5 يوليو 2012. بالإضافة إلى ذلك، لا يوجد ذكر للغة الإشارة في تشريعاتهم ولا يوجد قانون أخلاقي لمترجمي لغة الإشارة. لا يُعتبر الأشخاص الصم في بنين مواطنين متساوين.

## أسباب الصم
السبب الرئيسي للصم هو بسبب المرض (مثل التهاب السحايا والملاريا) وسوء الرعاية الصحية. أثناء الحمل، يمكن أن يؤدي المرض أو الاستخدام غير السليم للأدوية إلى حدوث عيوب خلقية يمكن أن تؤدي إلى ضعف السمع. قد يتم إعطاء المولود الجديد أيضًا جرعات غير مناسبة من الأدوية واللقاحات التي يمكن أن تسبب آثارًا جانبية تؤدي إلى الصم.

## الفحص المبكر والتدخلات

### فحص السمع عند حديثي الولادة والرضع
اعتبارًا من 28 يونيو 2022، تم البدء في فحص الصم عند الأطفال حديثي الولادة في مركز مستشفى جامعة الأم والطفل التابع لمؤسسة جان إيبوري (CHUMEJE) بمساعدة صندوق التأمين الصحي الوطني والضمان الاجتماعي (CNAMGS). تحت قيادة البروفيسور سيمون أتيجبو، يعد هذا جزءًا من إطلاق وزارة الصحة لبرنامج الإنجاب الطبي المساعد (PMA). يتم إجراء الفحص أثناء نوم الطفل عن طريق وضع بعض الرماد في أذنه وجمع الانبعاثات الصوتية (مصطلح "الرماد" هو على الأرجح خطأ في الترجمة ضمن المقالة، في معظم الأحيان يتم وضع جهاز إرسال في الأذن، يرجى الاطلاع على الانبعاثات الصوتية الأذنية).

### التدخلات
لا توجد حاليًا معلومات متاحة عن التدخلات المبكرة (مثل زراعة القوقعة، وأجهزة السمع، وما إلى ذلك). كان الذكر الوحيد للتدخلات من خلال برامج الرعاية مثل الصداقة والتضامن فرنسا أفريقيا. ساعدت الصداقة والتضامن فرنسا أفريقيا في توفير أجهزة مساعدة على السمع لطالب أصم من خلال تبرع من "Ecouter Voir" في أوليول.

## ظهور لغات الإشارة
لغة الإشارة الأمريكية (ASL)، ولغة إشارات أفريقيا الناطقة بالفرنسية (LSAF)، ولغة إشارات بنين هي لغات الإشارة الأساسية التي تم توثيق استخدامها في بنين. ومع ذلك، لا توجد معلومات إضافية حول عدد الأشخاص الذين يستخدمون كل لغة.

### لغة الإشارة الأمريكية
كان أندرو فوستر مبشرًا/قسًا أمريكيًا من أصل أفريقي ويُعتبر الشخص الذي جلب لغة الإشارة الأمريكية (ASL) إلى إفريقيا. ساعد في فتح مدارس للصم في العديد من البلدان الأفريقية بالإضافة إلى مركز تدريب لتعليم الصم، المعروف باسم إبادان. كان أول معلمين الصم في بنين يأتون من مركز التدريب في إبادان حيث قاموا بتدريس لغة الإشارة الأمريكية لطلابهم.

### لغة إشارات أفريقيا الفرنكوفونية (LSAF)
بمرور الوقت، ومع تدريس لغة الإشارة الأمريكية واستخدامها إلى جانب اللغة الفرنسية، ظهر شكل جديد من لغة الإشارة يأخذ إشارات لغة الإشارة الأمريكية، ولكن قواعد اللغة الفرنسية لا تزال قائمة. وقد أدى هذا إلى تطور لغة إشارات أفريقيا الفرانكوفونية (LSAF) والتي تتميز بأنها غير مرتبطة بلغة الإشارة الفرنسية. لقد تم اعتبار لغة إشارات أفريقيا الفرانكوفونية لهجة من لغة الإشارة الأمريكية، إلا أن المناقشات الأخيرة أدت إلى اعتبار لغة إشارات أفريقيا الفرانكوفونية لغة خاصة بها مستقلة عن لغة الإشارة الأمريكية.

## المنظمات الهامة
في أفريقيا، لا يزال الصم يُعتبر إعاقة كبيرة ويؤدي إلى التمييز المستمر، وبالتالي فإن تعليم الصم له أهمية كبيرة وهو المحور الرئيسي للمنظمات التي يقودها الصم في بنين.

### الرابطة الوطنية للمصادر في بنين
أشار كارستن ميلدنر إلى هذه المنظمة باعتبارها منظمة يقودها الصم في بنين، ومع ذلك، لا توجد أي وثائق أخرى حول تاريخ أو وجود هذه المنظمة بخلاف موقع مركز موارد لغات الإشارة الأفريقية أو كتاب "صنع الحياة، صنع المجتمعات: الشباب الصم في بنين" بقلم كارستن ميلدنر.

### الجمعية العالمية للأعمال من أجل تنمية الصم (ASUNOES)
تعمل الجمعية العالمية للأعمال من أجل تنمية الصم (ASUNOES) على دعم مجتمع الصم والدفاع عن حقوقهم. أسس مركز الاستقبال والتعليم والتكامل للصم (CAEIS) من قبل الجمعية العالمية للأعمال من أجل تنمية الصم كمكان للتعليم للمجتمع بأكمله. يطبق مركز الاستقبال والتعليم والتكامل للصم أسلوبًا متكاملًا لضمان حصول الصم والسامعين على نفس الدروس. يقدم مركز الاستقبال والتعليم والتكامل للصم العديد من أنواع الدعم الإضافي المختلفة لمجتمع الصم. تُستخدم ورش العمل التدريبية المهارية لمنع الأطفال الصم المتعلمين من التشرد وتزويدهم بطريقة لتلقي التدريب والشهادة وحتى بدء أعمالهم الخاصة. يوجد لدى مركز الاستقبال والتعليم والتكامل للصم فريق رياضي يسمح للأطفال الصم بالمشاركة. على الرغم من أن هذه المنظمة تقول إنها تمتلك برامج جامعية وقبول للصم، إلا أنه لا توجد معلومات إضافية عن الكلية نفسها أو مجالات الدراسة التي يتم تدريسها.

### التضامن-المصادر-بنين (SSB)
هذه منظمة فرنسية تقع في فيدجروسيه-كبوتا في كوتونو والتي بدأت في يونيو 2012 بموجب قانون 1 يوليو 1901 (لم يتم تحديد القانون بشكل أكبر). تأسست هذه المنظمة على يد متخصصين من الصم كانوا طلابًا سابقين في أول مدرسة عامة للصم في بنين (لم يتم ذكر الاسم على وجه التحديد). قاموا بتأسيس جمعية تعزيز فرص العمل للصم (APES) بسبب نقص العمل المعروض على الصم في بنين. في عام 2005، قاموا بإنشاء مركز تعزيز مبادرات الصم في بنين (CPISB) بدعم من فرنسا وكندا والوكالة الفرنسية للفرانكوفونية. حول جزء من هذا المركز إلى مدرسة بسبب الاهتمام العام بوجود مدرسة للصم. ويقدم هذا المركز أيضًا تدريبًا مهنيًا في تصفيف الشعر أو الخياطة أو الرسم.

### جمعية التضامن الفرنسية الأفريقية (ASFA)
تم إنشاء هذه المنظمة في عام 2004 بموجب قانون 1901 (غير محدد) للمساعدة في تقديم الدعم للطلاب الأفارقة. ترعى جمعية التضامن الفرنسية الأفريقية الأطفال البنينيين الذين يعانون من احتياجات مالية شديدة لدعم دراستهم المدرسية وصحتهم من خلال اللقاحات وغيرها من التغطية الصحية. ساعدت هذه المنظمة في تقديم الدعم لطالب في مدرسة كوتونو للصم من خلال تزويده بجهاز سمع. وتخطط جمعية التضامن الفرنسية الأفريقية لتقديم المزيد من الدعم لهذه المدرسة أيضًا.

## تعليم الصم
في عام 1957، افتتح أندرو فوستر مدارس للصم في أفريقيا في أكرا، غانا، ولاغوس، نيجيريا. وكان أندرو فوستر أيضًا مسؤولاً عن افتتاح مركز تدريب في إبادان لتعليم الصم في عام 1975. بحلول عام 1976، تمكن مركز التدريب من إرسال أول معلمين الصم إلى توغو وبنين وساحل العاج والسنغال. يوجد اليوم العديد من مدارس الحضانة الابتدائية بالإضافة إلى كليات الصم في بنين.

### التعليم الابتدائي والثانوي
هناك عدد من المدارس الابتدائية والثانوية التي تقدم التعليم للصم، على الرغم من أن العديد من المدارس المذكورة أدناه تدعي أنها الوحيدة.

#### المدرسة البنينية للعوارض (EBS)
تأسست مدرسة بنينويز للصم (EBS) في عام 1977 على يد أندرو فوستر، وكانت أول مدرسة للصم في بنين حتى التسعينيات. كانت المدرسة في الأصل جزءًا من مركز التعليم المنزلي في غبيتو-ساوث في كوتونو. تم تدريس المجموعة الأولى من الطلاب من قبل مدرس مهني وشخص أصم تم تدريبهم في مركز التدريب في إبادان. وفي نهاية المطاف، تم إنشاء مدارس أخرى للصم في سيناندي في كوتونو وباراكو وبوهيكون وبورتو نوفو.

#### مركز الاستقبال والتعليم ودمج الصم (CAEIS)
تأسس مركز الاستقبال والتعليم ودمج الصم من قبل ASUNOES في منطقة Louho المدرسية في عام 1997. يقع CAEIS في بورتو نوفو، وتم إنشاؤه مع التركيز على نموذج التعليم المتكامل. في الفصول الدراسية، يتم استخدام اللغة الفرنسية المنطوقة ولغة الإشارة في وقت واحد، ويتكون الجسم الطلابي من الطلاب الصم والسامعين. لا توجد معلومات حول نوع لغة الإشارة التي يتم تدريسها واستخدامها هنا. مدرسة EIS هي مدرستهم الابتدائية ومدرسة CSEB هي مدرستهم الثانوية.

#### مركز تعزيز مبادرات المياه الجوفية في بنين (CPISB)
إنشأ مركز تعزيز مبادرات المياه الجوفية في بنين في عام 2005 من قبل المنظمة الفرنسية Solidarité-Sourds-Bénin (SSB). تقدم هذه المدرسة التعليم الابتدائي والثانوي. المعلمون جميعهم من المتخصصين الصم المدربين الذين يقدمون تعليمًا ثنائي اللغة باللغة الفرنسية - LSAO (لغة الإشارة لغرب إفريقيا). تهدف هذه المدرسة أيضًا إلى المساعدة في توفير الطعام لطلابها وتوفير أماكن إقامة للطلاب الذين يعيشون بعيدًا لضمان استمرارهم في تلقي التعليم.

### التعليم العالي
التعليم العالي للأفراد ذوي الإعاقة في بنين مقيد للغاية بسبب نقص مؤسسات ذوي الإعاقة وانخفاض معدلات قبول طلاب ذوي الإعاقة في الكليات والجامعات العادية. كما ذكر في "صنع الحياة، وصنع المجتمعات"، فإن العديد من الطلاب الذين يتم قبولهم في الكليات في بنين يعانون من الصم اللغوي. لا يحتاج العديد من الطلاب إلى الاعتماد على خدمات الترجمة، كما أنهم يأتون من خلفيات تعليمية لائقة. بالنسبة للطلاب الذين يعانون من الصم اللغوي المسبق أو الصم اللغوي التالي في سن مبكرة جدًا، فإن التعليم الذي يتلقونه أثناء دراستهم الابتدائية والثانوية عادةً ما لا يكون صارمًا مثل التعليم الذي يتم تدريسه في المدارس العادية، وبالتالي يمنعهم من الوصول إلى مستوى القبول.

## الرعاية الصحية

### تواصل
إن الوصول إلى خدمات الرعاية الصحية في منطقة جنوب الصحراء الكبرى في أفريقيا محدود بسبب نقص التواصل بين الأفراد المصابين باضطرابات الصحة النفسية وأسرهم. وفقًا لباراتيدى وآخرون، فإن القضية الأكثر إلحاحًا فيما يتعلق بالوصول إلى الرعاية الصحية هي حاجز الاتصال. يعتمد الأفراد المصابون باضطراب فرط الحركة ونقص الانتباه على عائلاتهم، ومع ذلك، فإن العديد من العائلات إما أنها شديدة الحماية، أو غير منتبهة، أو مهملة بشكل عام. كل ذلك يزيد من صعوبة الحصول على الرعاية الصحية. إن التواصل بين العاملين في مجال الرعاية الصحية والمرضى الصم بالإضافة إلى الافتقار إلى المعرفة الصحية يمنع الوصول بشكل أفضل إلى الأشخاص ذوي الإعاقة السمعية. في كثير من الأحيان تكون خدمات الترجمة غير متوفرة ومكلفة. بالإضافة إلى ذلك، غالبًا ما يفتقر العاملون في مجال الرعاية الصحية إلى المعرفة بشأن الصم. غالبًا ما يواجه الأشخاص الصم التمييز داخل المؤسسات السريرية. يضطر الأشخاص الصم إلى الانتظار لفترات طويلة لأن الأشخاص الذين يسمعون يحصلون على الخدمة أولاً. أفاد الصم أن العاملين في مجال الرعاية الصحية كانوا وقحين معهم أو مهملين بشكل صريح مما يثبط عزيمة الأفراد الصم عن الوصول إلى الخدمات الصحية.

#### فيروس نقص المناعة البشرية/الإيدز
هناك نقص كبير في المعرفة والوعي بفيروس نقص المناعة البشرية/الإيدز وانتشاره بين السكان الصم على مستوى العالم. يعاني العديد من الأشخاص المصابين باضطراب الشخصية الحدية من نقص التعليم الشديد مما يؤدي إلى نقص المعلومات المتعلقة بالصحة، وخاصة القضايا الجنسية والإنجابية. هناك عدد قليل جدًا من البلدان في أفريقيا تدرك أن هذا المرض قد يؤثر على الأشخاص الصم. غالبًا ما يتم إهمال الأشخاص ذوي الإعاقة عندما يتعلق الأمر بالوقاية من فيروس نقص المناعة البشرية والتثقيف والوصول إلى الاختبار والعلاج. تشكل تكاليف العلاج والأدوية والنقل صراعًا للعديد من أفراد مجتمع الصم نظرًا لأن العديد من الأشخاص عاطلون عن العمل أو لديهم وظائف منخفضة الأجر. وهذا العبء أسوأ بشكل خاص بالنسبة للأفراد المصابين بفيروس نقص المناعة البشرية/الإيدز.